# Jean Topart
Pour les articles homonymes, voir Topart.
Jean Topart est un acteur français, né le 13 avril 1922 dans le 20e arrondissement de Paris et mort le 29 décembre 2012 à Port-Marly (Yvelines).
Il est membre de la troupe du TNP de Jean Vilar dans les années 1950-1960.
Il a joué de nombreux rôles au théâtre, ainsi que dans plusieurs grandes fictions de la télévision française. Il est Le Bret aux côtés de Daniel Sorano dans le téléfilm Cyrano de Bergerac (1960) de Claude Barma, Sir Williams dans le feuilleton Rocambole (1964-1965) de Jean-Pierre Decourt et Émile Zola dans la mini-série Émile Zola ou la Conscience humaine (1978) de Stellio Lorenzi.
Son timbre de voix et son élocution caractéristiques en font également une des voix les plus reconnaissables de la radio et de la télévision françaises. Actif dans le milieu de l'animation française et du doublage, il est notamment la voix française de Jésus dans le film Don Camillo en Russie (1965), du narrateur dans la série d’animation Rémi sans famille (1977), de Zeus dans la série d'animation Ulysse 31 (1981) et du narrateur des documentaires de la série d'animation Les Mystérieuses Cités d'or (1982).

## Biographie

### Les débuts et le TNP
Jean Topart est né le 13 avril 1922.
Jean Topart commence des études de médecine puis choisit le théâtre, suivant en cela l'exemple de sa sœur Lise Topart, jeune actrice qui entame une carrière éclair au lendemain de la Seconde Guerre mondiale avant d'être frappée par un destin tragique. Il suit des cours de comédie chez Berthe Bovy et Marie Ventura, et connaît son premier succès public au théâtre Antoine, où Pierre Fresnay lui donne sa chance dans L'Écurie Watson (1948).
Il rejoint en 1955 la troupe du TNP, où Jean Vilar lui confie un rôle dans toutes les grandes créations de la troupe, notamment Henri IV, Ce fou de Platonov, La Résistible Ascension d'Arturo Ui. Au Festival d'Avignon, dont il est un habitué, il remporte de beaux succès publics et critiques dans Le Prince de Hombourg et Macbeth (1956), Le Songe d'une nuit d'été (1959) et Mère Courage (1960).
En 1959, Jean Renoir lui confie le rôle du majordome Désiré dans le Testament du docteur Cordelier, aux côtés de Jean-Louis Barrault et Michel Vitold.

### Les années 1960-1970 et la télévision
Dans les années 1960, Jean Topart quitte le TNP. Il va poursuivre sa carrière au cinéma et au théâtre : on le voit notamment en 1965 aux côtés de Danielle Darrieux dans Comme un oiseau.
Mais la célébrité lui viendra surtout de ses rôles de personnages sombres ou mystérieux dans plusieurs grands feuilletons télévisés des années 1960. Il est Le Bret dans le téléfilm Cyrano de Bergerac de Claude Barma en 1960 et Iago dans Othello, autre téléfilm de Barma diffusé en 1962.
Son interprétation la plus célèbre reste cependant celle de l'inquiétant Sir Williams dans Rocambole, feuilleton-phare de Jean-Pierre Decourt diffusé sur la première chaîne de la RTF puis de l'ORTF en 1964 et 1965. Dans cette adaptation de l'œuvre de Ponson du Terrail, il joue aux côtés de Pierre Vernier. Il a également joué l'inquiétant Robert dans Gaspard des montagnes (1965), mini-série de Jean-Pierre Decourt adaptée du roman de même nom d'Henri Pourrat.
Il a joué Raymond VI de Toulouse dans l'épisode Les Cathares (1966) de la série La caméra explore le temps de Stellio Lorenzi, ainsi que Nostradamus dans l'épisode Nostradamus ou Le Prophète en son pays (1968) de la série anthologique Le Tribunal de l'impossible dans lequel il donne la réplique à Rosy Varte qui interprète Catherine de Medicis.
Il obtient un de ses plus beaux rôles dans Émile Zola ou la Conscience humaine, mini-série en quatre épisodes réalisée par Stellio Lorenzi d'après la biographie Bonjour monsieur Zola d'Armand Lanoux et diffusée à partir du 29 avril 1978 sur Antenne 2. Il y incarne un Zola sensible, engagé et courageux.
En 1983, son interprétation d'un journaliste maccarthyste, dans la pièce Un grand avocat, mise en scène par Robert Hossein, est saluée par Michel Cournot, critique dramatique du journal Le Monde.
Au cinéma, il interprète le sinistre Dr Philippe Morasseau dans Poulet au vinaigre (1985) de Claude Chabrol et joue un personnage inspiré du cinéaste Jean-Pierre Melville dans le film Les Acteurs (2000) de Bertrand Blier.

### Doublages et narrations

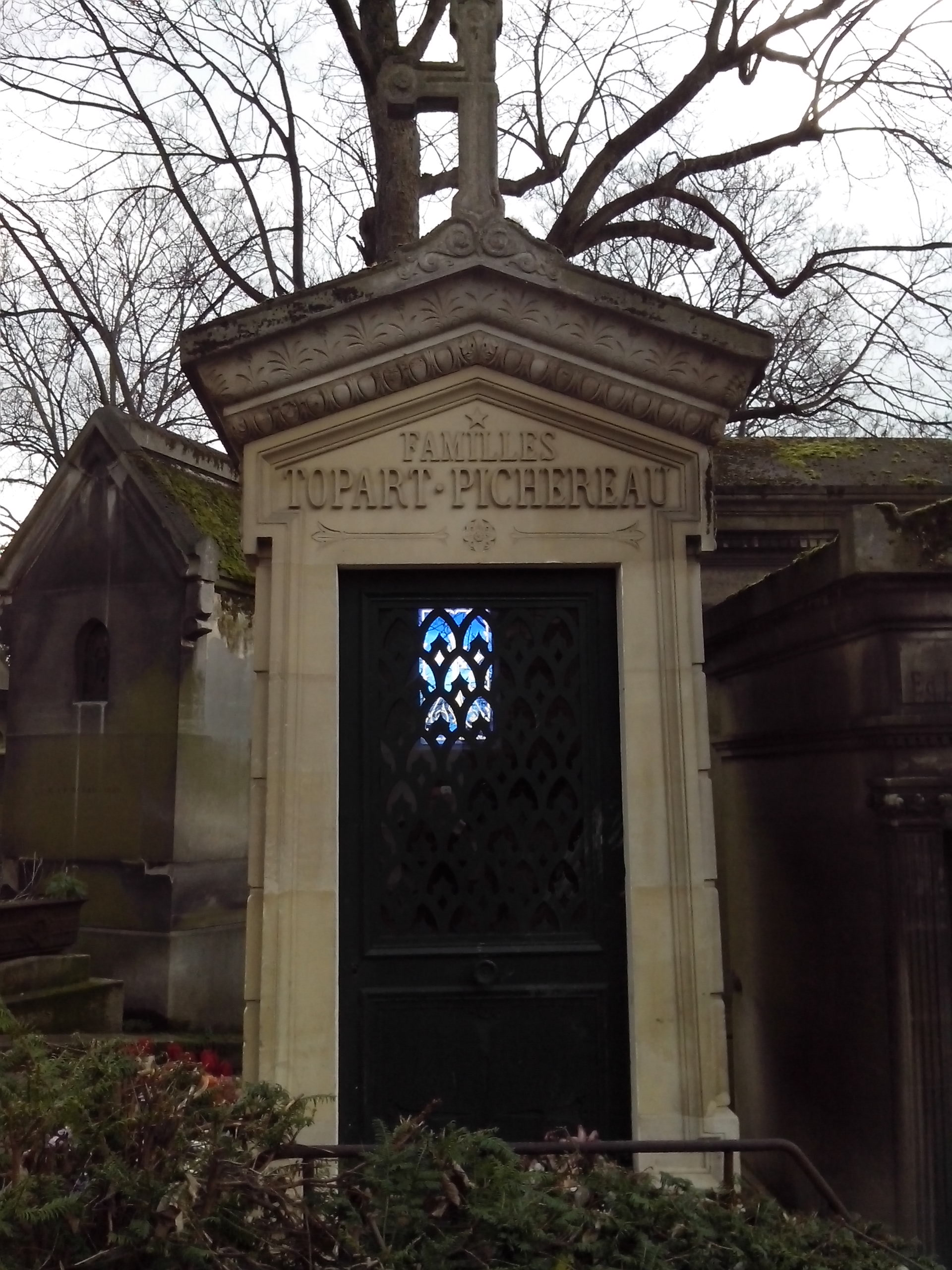
Tombe de Jean Topart au cimetière du Père-Lachaise (division 57).

Jean Topart est aussi connu pour ses très nombreuses prestations en tant que narrateur, lecteur ou comédien de doublage. Il a prêté sa voix à de nombreux dessins animés français et japonais des années 1970-1980. Son timbre de voix fort et son élocution à l'intonation changeante, selon les besoins, lui ont permis de jouer dans de nombreuses publicités, comme celle des glaces Carte d'Or de Motta en 1984 et de séries animées de qualité. Ainsi, il a interprété la voix grave et inquiétante de Zeus et des dieux dans Ulysse 31 de Jean Chalopin et Bernard Deyriès. Ce dernier a de nouveau fait appel à lui pour être le narrateur des courts documentaires qui concluaient chaque épisode de la série Les Mystérieuses Cités d'Or. C'est aussi le narrateur des dessins animés Rémi sans famille et Lady Oscar et la voix du Dragon Bleu qui donne la réplique à Chantal Goya dans la chanson du même nom pour la comédie musicale Le Mystérieux Voyage de Marie-Rose en 1984. La même année il est la voix d' Antonio Salieri (F. Murray Abraham) dans Amadeus.
Il est également la voix de Léonard de Vinci pour le spectacle du même nom au parc d'attractions Mirapolis en 1987.
Il prêta sa voix pour les jingles radio de Cauet, d'abord sur Europe 2 puis sur Fun Radio, ainsi que pour la publicité, notamment pour les disques de Mylène Farmer.
À la télévision on l'a encore entendu en 2006 toujours comme narrateur, dans le documentaire E.P. Jacobs : Blake ou Mortimer ? diffusé sur France 5.

### Famille & mort
Jean Topart meurt le 29 décembre 2012 à Port-Marly en Yvelines,. Il est le frère de la comédienne Lise Topart, disparue en 1952 dans un accident d'avion à Nice. Tous deux sont inhumés au cimetière du Père-Lachaise à Paris (division 57).
Époux de Suzanne Legoistre (1927-2014), il a deux filles et cinq petits-enfants.

## Filmographie

### Cinéma
- 1948 : Le Sorcier du ciel de Marcel Blistène :
- 1956 : Le Théâtre national populaire de Georges Franju (court-métrage documentaire) : lui-même
- 1958 : Les Misérables de Jean-Paul Le Chanois : voix de Victor Hugo, plus bande annonce.
- 1959 : Le Testament du docteur Cordelier de Jean Renoir : Désiré
- 1962 : Le Chevalier de Pardaillan de Bernard Borderie : duc Henri de Guise
- 1964 : Hardi ! Pardaillan de Bernard Borderie : duc Henri de Guise
- 1964 : Angélique, marquise des anges de Bernard Borderie : Maître Bourié
- 1966 : Soleil noir de Denys de La Patellière :
- 1966 : Roger la Honte (Trappola per l'assassino) de Riccardo Freda : Luversant
- 1966 : Le Soleil des voyous de Jean Delannoy : Monsieur Henri
- 1967 : Coplan sauve sa peau d'Yves Boisset : Lt. Sakki
- 1969 : La Main noire de Max Pécas : Zanror
- 1969 : Maldonne de Sergio Gobbi : Frank Herman
- 1970 : De la part des copains (Cold Sweat) de Terence Young : Katanga
- 1974 : Dis-moi que tu m'aimes de Michel Boisrond :
- 1975 : Parlez-moi d'amour de Michel Drach : Le quinquagénaire
- 1980 : La Puce et le Privé de Roger Kay (+ version TV) : Nicolas Octave Marcellin
- 1985 : Poulet au vinaigre de Claude Chabrol : Dr Philippe Morasseau
- 2000 : Les Acteurs de Bertrand Blier : Jean-Pierre Melville

### Télévision
- 1952 : Sous les yeux de verre de Gilles Margaritis
- 1959 : Macbeth, de Claude Barma (TV) : Banquo
- 1960 : Cyrano de Bergerac de Claude Barma : Le Bret
- 1960 : Andromaque de Lazare Iglésis
- 1961 : Plainte contre inconnu de Georges Neveux, réalisation Marcel Cravenne
- 1961 : Le Théâtre de la jeunesse : Doubrovsky d'Alain Boudet
- 1962 : Quatrevingt-treize d'Alain Boudet
- 1962 : La caméra explore le temps : Un crime sous Louis-Philippe de Stellio Lorenzi
- 1962 : Oncle Vania de Stellio Lorenzi
- 1964 : Le Héros et le Soldat de Marcel Cravenne
- 1964-1965 : Rocambole de Jean-Pierre Decourt : Sir William
- 1965 : Ruy Blas de Claude Barma : Don Salluste
- 1965 : Le Théâtre de la jeunesse : Sans-souci ou Le Chef-d'œuvre de Vaucanson d'Albert Husson, réalisation Jean-Pierre Decourt
- 1965 : Gaspard des Montagnes de Jean-Pierre Decourt : Robert
- 1965 : Le train bleu s'arrête 13 fois de Michel Drach, épisode : Paris, signal d'alarme
- 1966 : La caméra explore le temps de Jean-Pierre Decourt
- 1967 : Hedda Gabler de Raymond Rouleau
- 1968 : Le Tribunal de l'impossible de Michel Subiela (série télévisée) (épisode Nostradamus alias Le Prophète en son pays)
- 1969 : Allô Police : Stirner (épisode : L'enquête invisible)
- 1970 : Au théâtre ce soir : Frédéric de Robert Lamoureux, mise en scène Pierre Mondy, réalisation Pierre Sabbagh, Théâtre Marigny
- 1972 : Le Bunker de Lazare Iglesis : Hermann Fegelein
- 1972 : La Cerisaie de Stellio Lorenzi, d’après Anton Tchekhov : Gaiev
- 1973 : Le Monde enchanté d'Isabelle, d'après le livre de Youri.
- 1974 : L'Accusée de Pierre Goutas : Maître Renneski
- 1974 : Au théâtre ce soir : Giliane ou Comme un oiseau de Ronald Millar et Nigel Balchin, mise en scène Grégoire Aslan, réalisation Georges Folgoas, Théâtre Marigny
- 1974 : Au théâtre ce soir : La Moitié du plaisir de Steve Passeur, Jean Serge et Robert Chazal, mise en scène Francis Morane, réalisation Georges Folgoas, Théâtre Marigny
- 1975 : Les Rosenberg ne doivent pas mourir, réalisation Stellio Lorenzi (L'avocat des Rosenberg).
- 1975 : Au théâtre ce soir : Quelqu'un derrière la porte de Jacques Robert, mise en scène André Villiers, réalisation Pierre Sabbagh, Théâtre Édouard VII
- 1975 : Les Cinq Dernières Minutes, épisode La Mémoire longue de Claude Loursais : Gilles Pierrefort
- 1976 : Vaincre à Olympie (téléfilm), de Michel Subiela
- 1976 : Le Berger des abeilles (téléfilm) de Jean-Paul Le Chanois : Lindauer
- 1976 : Messieurs les jurés : L'Affaire Perissac d'André Michel : Albert Perissac
- 1977 : Au théâtre ce soir : Caterina de Félicien Marceau, mise en scène René Clermont, réalisation Pierre Sabbagh, Théâtre Marigny
- 1978 : Émile Zola ou la Conscience humaine de Stellio Lorenzi : Émile Zola
- 1978 : Les Enquêtes du commissaire Maigret, épisode : Maigret et les Témoins récalcitrants de Denys de La Patellière
- 1979 : La Servante, téléfilm de Lazare Iglesis
- 1996 : Génération vidéo d'Antoine Lorenzi

### Émissions de télévision
- Le Monde merveilleux de Paul Gilson de Frederic Jacques Temple, Nino Frank et Philippe Agostini (extrait de pièces)

### Radio
- 1947 : La porte étroite (pièce radio) - André Gide, avec Jean Vilar, Juliette Gréco, etc.
- 1951 : La Berceuse irlandaise de Julien Blanc, avec Berthe Bovy, 12 janvier, R.T.F
- 1953 : Le Désert des Tartares adaptation du roman de Dino Buzzati par Jean Rousselot (1953 / France Culture).
- 1955 : Au bois lacté - Adapté d'après Dylan Thomas, pour la R.T.F.
- 1958 : La Plume empoisonnée, pièce radiophonique d'après Agatha Christie, pour France Inter, avec Denise Gence de la Comédie-Françaisea
- 1977-1978 : Le mystérieux docteur Cornelius, feuilleton radiophonique d'après Gustave Lerouge pour France Culture
- 1979 : Soleil - Henri Mitton, réalisé par Bronislav Horowicz pour France Culture
- 1986-88 : Fréquence Noire, produit par l'Atelier de création radiophonique, récitant de diverses fictions. (archives INA Atlantique)
- 2009 : Grand large sur plasma de Stephane Braka sur France Inter dans l'émission Nuit noire, nuit blanche

### Musique classique
- 1973-1974 : le récitant dans Lélio ou le Retour à la vie d'Hector Berlioz, enregistrement dirigé par Jean Martinon

## Théâtre
- 1948 : L'Écurie Watson de Terence Rattigan, adaptation Pierre Fresnay et Maurice Sachs, Théâtre Antoine
- 1952 : Madame Filoumé d'Eduardo De Filippo, mise en scène Jean Darcante, Théâtre de la Renaissance
- 1953 : Eté et fumées de Tennessee Williams, mise en scène Jean Le Poulain, Théâtre de l'Œuvre
- 1953 : Les Sargasses de Marcel Mouloudji, mise en scène de l'auteur, Théâtre de l'Œuvre
- 1955 : Dom Juan ou le Festin de pierre de Molière, mise en scène Jean Vilar, TNP Festival d'Avignon
- 1955 : La Ville de Paul Claudel, mise en scène Jean Vilar, TNP Festival d'Avignon
- 1955 : Marie Tudor de Victor Hugo, mise en scène Jean Vilar, TNP Festival d'Avignon
- 1956 : Le Mariage de Figaro de Beaumarchais, mise en scène Jean Vilar, TNP Festival d'Avignon
- 1956 : Le Prince de Hombourg d'Heinrich von Kleist, mise en scène Jean Vilar, TNP Festival d'Avignon
- 1956 : Macbeth de William Shakespeare, mise en scène Jean Vilar, TNP Festival d'Avignon
- 1956 : Ce fou de Platonov d'Anton Tchekhov, mise en scène Jean Vilar, Festival de Bordeaux, TNP
- 1957 : L'Histoire du soldat d’Igor Stravinsky et Charles Ferdinand Ramuz, mise en scène Jo Tréhard, Caen
- 1957 : Le Malade imaginaire de Molière, mise en scène Daniel Sorano, TNP Théâtre national de Chaillot
- 1957 : Meurtre dans la cathédrale de T. S. Eliot, mise en scène Jean Vilar, TNP Festival d'Avignon
- 1957 : Henri IV de Luigi Pirandello, mise en scène Jean Vilar, TNP Festival d'Avignon, Théâtre national de Chaillot
- 1957 : Le Mariage de Figaro de Beaumarchais, mise en scène Jean Vilar, TNP Festival d'Avignon
- 1958 : Lorenzaccio d'Alfred de Musset, mise en scène Gérard Philipe, TNP Festival d'Avignon
- 1958 : Marie Tudor de Victor Hugo, mise en scène Jean Vilar, TNP Festival d'Avignon
- 1959 : La Fête du cordonnier de Michel Vinaver d'après Thomas Dekker, mise en scène Georges Wilson, TNP Théâtre national de Chaillot
- 1959 : Le Songe d'une nuit d'été de William Shakespeare, mise en scène Jean Vilar, TNP Festival d'Avignon
- 1959 : Meurtre dans la cathédrale de T. S. Eliot, mise en scène Jean Vilar, TNP Festival d'Avignon
- 1959 : Mère Courage de Bertolt Brecht, mise en scène Jean Vilar, TNP Festival d'Avignon
- 1960 : Erik XIV d'August Strindberg, mise en scène Jean Vilar, TNP Théâtre national de Chaillot, Festival d'Avignon
- 1960 : Mère Courage de Bertolt Brecht, mise en scène Jean Vilar, TNP Festival d'Avignon
- 1960 : La Résistible Ascension d'Arturo Ui de Bertolt Brecht, mise en scène Jean Vilar et Georges Wilson, TNP Théâtre national de Chaillot
- 1963 : Le Vicaire de Rolf Hochhuth, mise en scène François Darbon, Théâtre de l'Athénée-Louis-Jouvet : le Docteur[8].
- 1964 : Richard III de William Shakespeare, mise en scène Jean Anouilh et Roland Piétri, Théâtre Montparnasse
- 1965 : Comme un oiseau de Ronald Millar & Nigel Balchin, mise en scène Sacha Pitoëff, Théâtre Antoine
- 1965 : Andromaque de Racine, mise en scène Jean-Louis Barrault, Festival international de Baalbeck
- 1966 : Le Retour d'Harold Pinter, mise en scène Claude Régy, Théâtre de Paris
- 1966 : Pierre et le Loup, musique Sergueï Prokofiev, Festival d'Avignon : récitant
- 1968 : La Moitié du plaisir de Steve Passeur, Jean Serge & Robert Chazal, mise en scène Robert Hossein, Théâtre Antoine
- 1968 : Miguel Manara d'Oscar Venceslas de Lubicz-Milosz, mise en scène Jean-François Rémi, Palais des Rois de Majorque Perpignan, Théâtre du Midi
- 1969 : Échec et Meurtre de Robert Lamoureux, mise en scène Jean Piat, Théâtre des Ambassadeurs
- 1970 : Chère Janet Rosenberg, Cher Mister Kooning de Stanley Eveling, mise en scène Max Stafford Clark, Théâtre de la Gaîté-Montparnasse
- 1979 : Diderot à corps perdu, mise en scène Jean-Louis Barrault, Théâtre d'Orsay
- 1980 : Siegfried de Jean Giraudoux, mise en scène Georges Wilson, Théâtre de la Madeleine
- 1983 : Un grand avocat de Henry Denker, mise en scène Robert Hossein, Théâtre Mogador
- 1986 : Léopold le bien-aimé de Jean Sarment, mise en scène Georges Wilson, Théâtre de l'Œuvre
- 1992 : Tartuffe ou l'Imposteur de Molière, mise en scène Jean Danet, Tréteaux de France

## Doublage

### Longs métrages
- Freddie Jones dans :
  - Terreur sur le Britannic (1974) : Sid Buckland, le 'Juggernaut'
  - Elephant Man (1980) : Bytes
  - Le Secret de la pyramide (1985) : Chester Cragwitch
- Arturo Dominici dans :
  - Indomptable Angélique (1967) : Mezzo Morte
  - Angélique et le Sultan (1968) : Mezzo Morte
- Christopher Lee dans :
  - Les Cicatrices de Dracula (1970) : Le Comte Dracula
  - Sherlock Holmes - Incident aux chutes Victoria (1991) : Sherlock Holmes
  - Sherlock Holmes et la Diva (1991) : Sherlock Holmes
  - Sleepy Hollow (1999) : le bourgmestre
- 1962 : Le Procès : l'avocat (Orson Welles)
- 1965 : L'Île de la terreur : Dr Reginald Landers (Eddie Byrne)
- 1965 : Don Camillo en Russie : Voix de Jésus
- 1971 : Les Évadés de la planète des singes : le Président (William Windom)
- 1972 : Aguirre, la colère de Dieu : Don Gaspar de Carvajal (Del Negro)
- 1973 : Les Dix Derniers Jours d'Hitler : le narrateur
- 1975 : Rollerball : Mr Bartholomew (John Houseman)
- 1975 : Shampoo : Norman (Jay Robinson)
- 1976 : Un dimanche noir : Candyman (Chuck Mines)
- 1976 : Le Voyage des damnés : Manuel Bénitez (José Ferrer)
- 1976 : Une étoile est née : Brian (Paul Mazursky)
- 1978 : Rêve de singe : Andreas Flaxman (James Coco)
- 1978 : Le Seigneur des anneaux : l'aubergiste (Alan Tilvern)
- 1979 : Morsures : Phillip Payne (David Warner)
- 1979 : L'Évadé d'Alcatraz : Doc (Roberts Blossom)
- 1979 : Le Putsch des mercenaires : Raglan Thistle (Denholm Elliott)
- 1979 : Cité en feu : le chef des pompiers Albert Risley (Henry Fonda)
- 1980 : La Mort en direct : Gerald Mortenhoe (Max von Sydow)
- 1980 : La Guerre des abîmes : John Bigalow (Alec Guinness)
- 1981 : Absence de malice : McAdam (Josef Sommer)
- 1981 : Lola, une femme allemande : von Bohm (Armin Mueller-Stahl)
- 1981 : Fantôme d'amour : Don Gaspare (Michael Kroecher)
- 1981 : Le Dragon du lac de feu : le roi Casiodorus (Peter Eyre)
- 1982 : Meurtres en 3 dimensions : Abel (David Wiley)
- 1984 : Amadeus : Antonio Salieri (F. Murray Abraham) (1er doublage)
- 1984 : Birdy : Dr Major Weiss (John Harkins) (1er doublage)
- 1990 : Le Bûcher des vanités : Aubrey Buffing (Andre Gregory)
- 1996 : Pinocchio : Gepetto (Martin Landau)

### Animation
- 1973 : La Planète sauvage : Maître Sinh
- 1973 : Le Petit Monde de Charlotte : Narrateur
- 1990 : La Bande à Picsou, le film : Le Trésor de la lampe perdue : Merlock
- 1995 : Tillie et le petit dragon : Le narrateur
- 2002 : La Planète au trésor : Un nouvel univers : Narrateur

### Séries télévisées
- 1963-64 : Dan O'Herlihy dans Les Voyages de Jaimie McPheeters : Dr Sardius McPheeters
- 1975 : József Madaras dans Michel Stroggoff (série télévisée) : Feofar Khan, chef des Tartares
- 1995 : Babylon 5, saison 3 épisode 13 : le roi Arthur.
- 1998 : Papyrus (série télévisée) : Mutesa
- 1999 : John Clayton dans Farscape (série télévisée) : Verell (Saison 1, épisode 3 La Boucle du temps)

## Voix off
- 1955 : Un dimanche matin (Niedzielny poranek), de Andrzej Munk (documentaire) : voix du récitant de la version française
- 1957 : Le tour de France par deux enfants de Claude Santelli (série) : le narrateur
- 1958 : Les Misérables, de Jean-Paul Le Chanois (cinéma) : le narrateur
- 1959 : Les Trois amis, de Robert Enrico (court-métrage) : voix du récitant
- 1961 : Le Combat dans l'île d'Alain Cavalier : voix du récitant
- 1962 : Ourane, de Jean-Claude Lubtchansky (court-métrage) : narrateur
- 1963 : La Contrebasse, de Maurice Fasquel (court-métrage) : narrateur
- 1963 : La Pension (court-métrage), de Maurice Fasquel : narrateur
- 1963 : Le Portefeuille, de Maurice Fasquel (court-métrage) : narrateur
- 1963 : Fenêtres, de Pierre-Serge Melik-Hovsepian (court-métrage) : narrateur
- 1963 : Le Bonhomme-têtard, de Paule Truffert (court-métrage) : narrateur
- 1965 : Belphégor (série TV) : narrateur
- 1965 : Archéologues à Brauron, de Louis Soulanes (court-métrage) : narrateur
- 1965 : Le Dernier matin d'Alexandre Pouchkine, de Maurice Fasquel (court-métrage) : narrateur
- 1965 : Le Dernier matin de Guy de Maupassant, de Maurice Fasquel (court-métrage) : narrateur
- 1966 : L'Île d'Apollon, de Tony Saytor (court-métrage) : narrateur
- 1968 : Suède, enfer et paradis (Svezia, inferno e paradiso), de Luigi Scattini : récitant de la version française
- 1970 : Justine de Sade, de Claude Pierson : voix du récitant
- 1971 : Bonaparte et la Révolution, d'Abel Gance : voix du récitant
- 1972 : La Montagne magique, de George Godebert : narrateur
- 1973 : Les Dix Derniers Jours d'Hitler, de Ennio De Concini : narrateur des scènes documentaires
- 1975 : Monsieur Klein, de Joseph Losey : la voix du speaker (non crédité)
- 1977 : Rémi sans famille (série TV) : narrateur
- 1978 : Châteaux de la mer, de Jean-Pierre Crozier (documentaire) : narrateur
- 1978 : Dialogue-communication, la distribution de la presse, d'Alain Lombardi (documentaire) : narrateur
- 1979 : Lady Oscar (série télévisée) : narrateur
- 1980 : Le trou Noir (disque tiré du film) : narrateur (l'édition de 1979 est doublée par Robert Hossein)
- 1981 : Ulysse 31 (Uchu Densetsu Ulysse 31) (série télévisée) : Zeus/Les dieux
- 1982 : Les Mystérieuses Cités d'Or (série télévisée) : narrateur des documentaires
- 1982 : Brisby et le Secret de NIMH (disque tiré du film) : narrateur
- 1984 : Le Mystérieux Voyage de Marie-Rose (comédie musicale) de Jean-Jacques Debout et Chantal Goya : Monsieur le Dragon Bleu
- 1999 : Conflit dans la nature : Série documentaire en quatre épisodes.
- 2000 : Premier narrateur La Bataille du Donjon Puy du Fou
- 2000 : Pinocchio, d'après l’œuvre de Carlo Collodi, narrateur (Collodi), double CD Frémeaux et Associés.
- 2004 : Vie sauvage dans les roseaux, de François Royet et Jérôme Bouvier (documentaire) : narrateur
- 2004 : Quand le chat n'est pas là... de Laurent Charbonnier : narrateur
- 2006 : Le Serpent, d'Éric Barbier : voix à la télévision